# Suboxid de carbon
Suboxidul de carbon sau dioxidul de tricarbon este un oxid de carbon cu formula chimică C3O2 sau O = C = C = C = O. Cele patru legături duble cumulative îi fac drept o cumulenă. Acesta este unul dintre membrii stabili ai seriei de oxocarburi lineare O = Cn = O, care include de asemenea dioxidul de carbon (CO2) și dioxid de pentacarbon (C5O2). Dacă este purificat cu grijă, deoarece poate exista la temperatura camerei în întuneric fără a se descompune, se va polimeriza în anumite condiții.
Substanța a fost descoperită în 1873 de către Benjamin Brodie prin supunerea monoxidului de carbon la un curent electric. El a susținut că produsul face parte dintr-o serie de "oxicarboni" cu formulele Cx + 10x, și anume C, C20, C3O2, C4O3, C5O4, și a identificat ultimele două. În 1891, Marcellin Berthelot a observat că încălzirea monoxidului de carbon pur la temperaturi de circa 550 de grade Celsius a creat mici cantități de dioxid de carbon, dar fără urmă de carbon și a presupus că în locul acestuia a fost creat un oxid bogat în carbon, numit și "sub-oxid". El a presupus că același produs a fost obținut prin descărcarea electrică și a propus formula de C2O. Mai târziu, Otto Diels a afirmat că mai multe denumiri organice precum dicarbonilmetanul și dioxalenul sunt de asemenea, corecte.
Este frecvent descris ca un lichid uleios sau gaz la temperatura camerei cu un miros extrem de nociv.